# Gembloux Sport
Royal Gembloux Sport was een Belgische voetbalclub uit Gembloux. De club was aangesloten bij de KBVB met stamnummer 2235. De clubkleuren waren zwart en wit. De club speelde in haar geschiedenis enkele seizoenen in de nationale reeksen.

## Geschiedenis
Gembloux Sport trad toe tot de KBVB op 25 november 1934.
Pas in de jaren '70 kon de club opklimmen naar het nationale niveau. In 1975 werd de club kampioen in Eerste provinciale. Gembloux Sport zou vier seizoenen doorbrengen in Vierde klasse. Behalve het tweede seizoen, waar men zesde werd, eindigde de clubs steeds onderin. In 1979 werd de club voorlaatste en degradeerde opnieuw naar het provinciaal niveau. De club zou uiteindelijk niet meer terugkeren naar de nationale reeksen.
Op 10 februari 1986 werd de club koninklijk en wijzigde hierop haar naam in Royal Gembloux Sport.
Na twee seizoenen waarin COVID-19 heerste, besloot de club op 1 mei 2021 te fuseren met Royal Cercle Sportif Bossierois. De fusieclub zou door het leven gaan onder de naam Union Bossière–Gembloux met het stamnummer van RCS Bossierois. Het stamnummer van Royal Gembloux Sport werd geschrapt.

## Resultaten
| 1974/75                        |  |  |  |    | 1 |   |  |  | Eerste prov. Namen | ?  |                                                   |
| 1975/76                        |  |  |  | 11 |   |   |  |  | Vierde Klasse D    | 28 |                                                   |
| 1976/77                        |  |  |  | 6  |   |   |  |  | Vierde Klasse D    | 33 |                                                   |
| 1977/78                        |  |  |  | 13 |   |   |  |  | Vierde Klasse D    | 25 |                                                   |
| 1978/79                        |  |  |  | 15 |   |   |  |  | Vierde Klasse D    | 19 |                                                   |
| Provinciaal voetbal vanaf 1979 |  |  |  |    |   |   |  |  |                    |    |                                                   |
| 2016/17                        |  |  |  |    |   | 9 |  |  | Tweede prov. Namen | 38 |                                                   |
| 2017/18                        |  |  |  |    |   | 6 |  |  | Tweede prov. Namen | 45 |                                                   |
| 2018/19                        |  |  |  |    |   | 6 |  |  | Tweede prov. Namen | 48 |                                                   |
| 2019/20                        |  |  |  |    |   | 4 |  |  | Tweede prov. Namen | 40 | Competitie stopgezet na speeldag 22 door COVID-19 |
| 2020/21                        |  |  |  |    |   | - |  |  | Tweede prov. Namen | -  | Competitie stopgezet na speeldag 4 door COVID-19  |